# 페트로차이나
중국석유천연가스주식회사(중국어 간체자: 中国石油天然气股份有限公司, 정체자: 中國石油天然氣股份有限公司) 또는 페트로차이나 주식회사(영어: PetroChina Company Limited)는 중화인민공화국의 석유 및 천연가스 회사로서 중국 베이징 둥청구에 본사를 두고 있는 중국 석유 천연가스 공사(CNPC)의 상장 계열사이다.
페트로차이나는 1751년부터 2016년까지 전세계 산업 온실가스 배출량의 0.89%를 배출하였다.

## 같이 보기
- 중국석유화공집단공사
- 중국해양석유총공사